# Henri Victor Regnault
Henri Victor Regnault (Aken, 21 juli 1810 – Parijs, 19 januari 1878) was een Franse natuurkundige.
Hij bestudeerde de samendrukbaarheid en de uitzetting van vloeistoffen, en de dichtheid en soortelijke warmtecapaciteit van gassen. Naar hem is ook de wet van Regnault genoemd, die uitdrukt dat bij een constant volume een lineair verband bestaat tussen de druk en de absolute temperatuur. 
In 1869 kreeg hij de Copley Medal, in 1875 de Matteucci Medal. Hij is een van de 72 Fransen wier namen in reliëf op de Eiffeltoren zijn aangebracht.